# Lesben- und Schwulenverband in Deutschland
La Lesben- und Schwulenverband in Deutschland (LSVD) è la più grande associazione LGBT della Germania, con oltre 3.000 soci e 70 organizzazioni affiliate.

## Obiettivi
Gli obiettivi dell'associazione Lesben- und Schwulenverband in Deutschland sono perlopiù di tipo politico.
Essa si batte a livello nazionale per l'adozione di una normativa antidiscriminatoria, per il trattamento fiscale delle unioni registrate, il servizio civile, l'adozione e l'affidamento congiunto da parte dei Lebenspartnerschaftsgesetz.
L'associazione si muove anche in ambito comunitario ed è attiva nella lotta contro le discriminazioni e per il riconoscimento dei diritti umani delle persone LGBTQ.

## Storia
La LSVD È stata fondata il 18 febbraio 1990 a Lipsia nell'allora Repubblica Democratica Tedesca e inizialmente era denominata Schwulenverband in der DDR. Attualmente ha una sede rappresentativa in quasi tutte le provincie tedesche ed è riconosciuta come organizzazione non governativa di tipo consultivo presso le Nazioni Unite.
Il portavoce federale reclutò deliberatamente Volker Beck, Günter Dworek e Manfred Bruns, che erano in precedenza leader della associazione Bundesverband Homosexualität (BVH) nella Germania dell'ovest, al fine di creare un gruppo che rappresentasse l'intera Germania. Manfred Bruns, Frank Hoyer e Michael Schneidewind, furono i primi supervisori dell'associazione.
Nel 1992 condusse l'Aktion Standesamt, una campagna politica con la quale chiese la legalizzazione del matrimonio fra persone dello stesso sesso.
Nel dicembre 1998 apre un'iniziativa sostenuta da numerose lesbiche, ad esempio Halina Bendkowski e Ida Schillen, che fu chiamato dall'associazione "Un appello a tutte le lesbiche, che vogliono una politica efficace per i nostri diritti a livello federale" (Aufruf an alle Lesben, die sich eine wirkungsvolle Politik für unsere Rechte auf Bundesebene wünschen). I sottoscriventi al progetto chiesero che l'attuale, SVD si trasformasse in un'associazione per Lesbiche e Gay, con l'appellativo di LSVD.
Nel marzo 1999 in chiusura dell'11° Verbandstag (Giornata dell'unione) tenutosi a Colonia, viene deciso con una larga maggioranza l'estensione del nome SVD nell'attuale "Lesben- und Schwulenverband in Deutschland" ossia "Lesbiche e Gay in Germania." Ciò ha determinato una situazione di concorrenza con l'associazione "Lesbenring" (Cerchio di lesbiche) che trovava l'estensione del matrimonio per gay e lesbiche incompatibile con la sua comprensione del femminismo. Oggi LSVD e il Lesbenring hanno circa lo stesso numero di membri lesbiche. Il programma e gli statuti delle LSVD vennero completati, mantenendo i concetti centrali del programma, quali l'emancipazione, la partecipazione e l'integrazione.
Sulla strada per la realizzazione dell'unione civile o del matrimonio fra persone dello stesso sesso, l'associazione LSVD si dimostrò di cruciale importanza tanto da venire consultata dal governo tedesco durante la negoziazione parlamentare. Con il sostegno di molte celebrità, che aderirono al progetto "Aktion Ja-wort" l'associazione si arruolò nel sostegno dei primi passi legislativi per la realizzazione dell'unione civile.
Nel settembre 2004 la LSVD ha organizzato una campagna contro alcuni musicisti Reggae che chiamano in Giamaica con canzoni d'odio all'assassinio dei gay. La campagna ha mosso un gran numero di organizzatori di concerti per annullare le apparizioni in programma in Germania di suddetti artisti omofobici.